# César Silva Márquez
César Silva Márquez (n. Ciudad Juárez, Chihuahua, 10 de julio de 1974) es un escritor y poeta mexicano; su obra literaria ha sido reconocida con varios premios nacionales, entre ellos recibió el Premio Nacional de Novela José Rubén Romero en 2013 por La balada de los arcos dorados.

## Biografía
Silva Márquez nació en Ciudad Juárez, Chihuahua, el de 10 de julio de 1974. Estudió Ingeniería industrial en el Instituto Tecnológico de Ciudad Juárez, pero se dedica a la escritura, ha colaborado en diferentes medios nacionales e internacionales con poemas y cuentos. Presentó su primera novela, De mis muertas, al Premio Binacional de Novela Joven Frontera de Palabras y resultó ganador; más adelante fue publicada con el título de Los cuervos. Fundador junto con Jorge Humberto Chávez y Edgar Rincón Luna del Encuentro Nacional de escritores Tierra Adentro

## Premios y reconocimientos
Silva Márquez recibió el premio Premio Binacional de Novela Joven Frontera de Palabras en 2005 por Los cuervos, otorgado por el Consejo Nacional para la Cultura y las Artes, el Centro Cultural Tijuana y la Secretaría de Relaciones Exteriores; el Premio Estatal Ciencias y Artes 2010 otorgado por Instituto Chihuahuese de la cultura por la novela Juárez Whiskey, el Premio Nacional de Cuento San Luis Potosí Amparo Dávila en 2011 por Hombres de nieve, otorgado por el Instituto Nacional de Bellas Artes (INBA) y el Gobierno del estado de San Luis Potosí; y el Premio Nacional de Novela José Rubén Romero en 2013 por La balada de los arcos dorados, otorgado por el INBA y el Gobierno del estado de Michoacán.
La narrativa de César Silva Marquez se caracteriza por retratar la vida de la frontera con un toque noir y algo de fantasía
La película El ojo de los días del director J. Xavier Velasco, ahora en producción (con el apoyo de FIDECINE 2019), está basada en la novela inédita del mismo nombre escrita por César Silva Márquez.
Actualmente es Miembro del Sistema Nacional de Creadores de Arte.

## Obra
Entre sus obras se encuentran:

### Antología narrativa
- Lados B. 2012  (2012)
- Tierras insólitas: antología de cuento fantástico (2013)
- Vivir y morir en USA -como traductor-  (2014)
- Festín de muertos. Antología de relatos mexicanos de zombis  (2015)
- La delgada línea que divide el lado derecho del izquierdo  (2015)
- Emergencias. Cuentos mexicanos de jóvenes talentos (2015)
- Norte. Una antología  (2015)
- México noir: antología de relato criminal (2016)
- Elemental, mi querido Holmes  (2017)
- Desierto en escarlata. Cuentos criminales de Ciudad Juárez  (2018)
- La renovada muerte. Antología del - noir mexicano  (2018)
- El origen de todos los males (2021)
- 266, microdosis de Bolaño, Antología.(La Conjura Ediciones, 2024)

### Antología poética
- El silencio de lo que cae (2000)
- Generación del 2000 (2001)
- Árbol de variada luz (2002)
- El manantial latente: muestra de poesía mexicana desde el ahora: 1986-2002 (2002)
- Anuario de poesía, 2005 (2006)
- Los mejores poemas, 2006 (2007)
- Anuario de poesía, 2007 (2008)
- Tan lejos de Dios (Poesía mexicana en la frontera norte) (2009)
- Escribir poesía en México I  (2009)
- Antología general de la poesía mexicana: poesía del México actual, de la segunda mitad del siglo XX a nuestros días (2014)
- La vida en sí. Poesía de lo cotidiano en el norte de México (2016)
- Ciudad negra, Antología de poetas de Ciudad Juárez 1980-2013 (2018)
- No tan lejos. Muestra de poesía mexicana reciente para jóvenes (UNAM, 2025) (2025)

### Novela y Audiolibro
- Los cuervos (2006)
- Una isla sin mar (2009)
- Juárez Whiskey (2013)
- La balada de los arcos dorados (2014)
- Sombras nada más (2021)
- Sombras nada más. Audible Amazon (2024)

### Poesía
- ABCdario (2000 y 2005)
- Par/ten (2000) —coautor—
- Si fueras en mi sangre un baile de botellas (2004)
- La mujer en la puerta (2007)
- El caso de la orquídea dorada (2010)  —traducido al francés—
- Jardín de invierno (2018)

## Premios y reconocimientos
- Miembro del Sistema Nacional de Creadores de Arte (2018).
- Premio INBA de Novela José Rubén Romero (2013).
- Premio INBA de Cuento Amparo Dávila-San Luis Potosí (2011).
- Premio Estatal de Ciencia y Artes Chihuahua (2010).
- Premio Binacional de Novela Joven Frontera de Palabras (2005).
- Mención Especial Premio Enriqueta Ochoa (2008, poesía).